# Bittium caraboboense
Bittium caraboboense is een slakkensoort uit de familie van de Cerithiidae. De wetenschappelijke naam van de soort is voor het eerst geldig gepubliceerd in 1962 door Weisbord als Bittium (Brachybittium) caraboboense.